# 석정현
| 필명 | 석정현                                                                              |
| 본명 | 석정우                                                                              |
| 출생 | 1976년 9월 7일                                                                      |
| 국적 | 대한민국                                                                            |
| 학력 | 서울고등학교 추계예술대학교 서양학과 중퇴 한국예술종합학교 영상원 애니메이션과 졸업 |
| 직업 | 만화가, 일러스트레이터                                                              |
| 데뷔 | 2002년 단편만화 '노르웨이 숲'                                                       |

석정현은 한국의 일러스트레이터이자 만화가이다.

## 웹툰
| 기간    | 제목 | 연재처 |
| ------- | ---- | ------ |
| 2018년~ | 무당 | 투믹스 |

## 출판
| 년도            | 제목                              | 출판사     |
| --------------- | --------------------------------- | ---------- |
| 2000년 7월 1일  | 에뮬게임 천하무적                 | 정보게이트 |
| 2004년 7월 5일  | 석가의 페인터                     | 비전코리아 |
| 2005년 8월 15일 | 石家의 실전 페인터 9 9            | 성안당     |
| 2006년 5월 23일 | BOB                               | 거북이북스 |
| 2006년 8월 25일 | 귀신                              | 거북이북스 |
| 2006년 9월 30일 | Expression (석정현 소품집)        | 길찾기     |
| 2007년 6월 30일 | 환장 (석정현 첫 번째 이야기 화집) | 성안당     |
| 2009년 11월 6일 | 다크스토커즈                      | 학산문화사 |
| 2010년 7월 21일 | 다크스토커즈 1                    | 학산문화사 |
| 2017년 2월 6일  | 석가의 해부학 노트                | 성안당     |
| 2021년 3월 3일  | 썰화집 (그림꾼의 마감병)          | 성안당     |

## 경력
- 2010~2012년 경기대학교 애니메이션과 라이프드로잉 강사
- 2009~2010년 세종대학교 만화애니메이션과 미술해부학 강사
- 2008~2014년 한국예술종합학교 영상원 애니메이션과 인체드로잉 강사
- 2022~ 경기과학기술대학교 웹툰일러스트과 교수

## 수상내역
- 2006년 대한민국 만화대상 우수상

- 2018년 SPP2018 웹툰어워드 최고기획상 (무당)